# 岩手郡
岩手郡（日语：／ Iwate gun */?）是岩手縣的一郡。人口38,206人、面積1,404.55km²（2014年）。
現轄有以下3町。
- 雫石町
- 葛卷町
- 岩手町